# Кот-д’Ивуар на летних Олимпийских играх 2004
Кот-д’Ивуар принимал участие в Летних Олимпийских играх 2004 года в Афинах (Греция) в десятый раз за свою историю, но не завоевал ни одной медали. Сборную страны представляли три женщины и двое мужчин. Никто из спортсменов в своих дисциплинах не смог продвинуться дальше четвертьфинальной стадии.
Знаменосцем сборной на церемониях открытия и закрытия Игр выступила тхэквондистка Мариам Бах.